# Lutherse kerk (Culemborg)
De Lutherse kerk (ook wel Evangelisch-lutherse kerk) is een 19e-eeuws kerkgebouw in de Nederlandse plaats Culemborg, provincie Gelderland. De kerk staat op de hoek van de Achterstraat en de Goilberdingerstraat en wordt gebruikt door de Evangelisch-Lutherse gemeente Culemborg.

## Geschiedenis
Het oudste kerkgebouw op deze locatie was de kapel van het naastgelegen Sint-Pietersgasthuis. Dit 14e-eeuwse gasthuis werd na de grote stadsbrand van 1422 herbouwd. De kapel werd in 1566 door graaf Floris I van Pallandt toegewezen aan de calvinisten en zou daarmee het eerste protestantse kerkgebouw in Nederland worden. Toen in 1578 de Grote of Sint-Barbarakerk overging naar de protestantse eredienst, verloor de kapel zijn functie.
In de 17e eeuw kwam het graafschap Culemborg in handen van de Duitse familie Van Waldeck-Eisenberg. Omdat de grafelijke familie en het hofpersoneel luthers waren, kwam in 1640 een predikant over uit Duitsland. Deze predikte in de kapel van het kasteel, maar door de Franse bezetting in het rampjaar 1672 was het kasteel – en daarmee ook de kapel – volledig onbruikbaar geworden. Graaf George Frederik besloot daarom om de oude kapel van het Sint-Pietersgasthuis in te richten voor de lutherse eredienst. Hij liet deze kapel in de jaren 1676-1677 verbouwen tot nieuwe hofkapel. Er werden door Jan Hoet vervaardigde gebrandschilderde ramen geplaatst die de wapens van de familie Waldeck toonden, en er kwamen eikenhouten herenbanken voor de hofraad. 
In 1839 werd de oude kapel vervangen door het huidige kerkgebouw. Een aantal onderdelen van het oude interieur, zoals de herenbanken, zijn in de nieuwe kerk teruggeplaatst.
Tijdens de Tweede Wereldoorlog werd de kerkklok door de Duitse bezetter gevorderd, maar de klok is na de oorlog weer teruggevonden en in het koepeltorentje herplaatst.
In 1985-1986 werd de kerk gerestaureerd. De oude middeleeuwse tegelvloer is hierbij teruggevonden en in ere hersteld. Op het pleintje voor de kerk werden straattegels aangebracht die de locatie van het middeleeuwse koor aangeven.

## Beschrijving
De bakstenen zaalkerk heeft een houten tongewelf en wordt afgedekt door een schilddak. Op het dak staat een zeshoekig, houten koepeltorentje met een windvaan in de vorm van een zwaan. In het torentje bevindt zich een klokkenstoel met klok uit 1686, gegoten door Gerhard Schimmel.
De preekstoel en het doophek zijn uit circa 1840. De herenbanken dateren uit 1676-1677.
Het orgel is in 1897 gebouwd door G. van Druten. Bovenop het orgel staan 17e-eeuwse beelden van Ahasveros Muller.
In de jaren vijftig van de 20e eeuw zijn twee glas-in-loodramen aangebracht, gemaakt door dominee Kok.
Het 16e- en 17e-eeuwse kerkzilver is overgebracht naar het Elisabeth Weeshuis Museum.